# Manuel Pérez de Guzmán y Pérez de Guzmán
Manuel Pérez de Guzmán y Pérez de Guzmán, noble español perteneciente a la casa de Medina Sidonia.
Hijo del Gaspar Pérez de Guzmán y Gómez de Sandoval y su tía de Ana Pérez de Guzmán, ostentó el título de XIV conde de Niebla.
Murió sin descendencia, sucedíéndole en el condado su hermano Francisco Pérez de Guzmán y Pérez de Guzmán.
- Datos: Q5994109